# Аэронавты
«Аэронавты» (англ. The Aeronauts) — приключенческий фильм режиссёра Тома Харпера, основанный на реальных событиях. Сценарий был написан Томом Харпером совместно с Джеком Торном. В главных ролях — Эдди Редмэйн, Фелисити Джонс, Химеш Патель, Том Кортни и Венсан Перес.
Премьера фильма состоялась на Теллерайдском кинофестивале 30 августа 2019 года; позднее он был показан на Международном кинофестивале в Торонто. Мировая премьера фильма состоялась 4 ноября 2019 года в Великобритании и Ирландии.

## Сюжет
Лондон. 1862 год. Он — метеоролог исследователь, готовый на всё, чтобы совершить научный прорыв. Она — богатая и очаровательная молодая женщина, увлечённая управлением воздушных шаров. Вдвоём они отправляются в отчаянное путешествие на аэростате, через бури и грозы на край неизведанного мира, где воздух разрежён, а шансы на выживание невелики…

## В ролях
- Эдди Редмэйн — Джеймс Глейшер
- Фелисити Джонс — Амелия Рен
- Фиби Фокс — Антония
- Химеш Патель — Джон Трю
- Тим Макиннерни — Эйри
- Том Кортни — Артур Глейшер
- Венсан Перес — Пьер Рене
- Роберт Гленистер — Нед Чамберс
- Энн Рейд — Этель Глейшер
- Ребекка Фронт — тётя Фрэнсис

## Производство
В декабре 2016 года киностудия Amazon Studios приобрела права на экранизацию сценария. Летом 2018 года стало известно, что главные роли в фильме исполнят Эдди Редмэйн и Фелисити Джонс, которые ранее уже снимались вместе в исторической мелодраме «Вселенная Стивена Хокинга».
Съемки начались в начале августа, на студии West London Film Studios. Среди локаций в картине: Королевский военно-морской колледж, Гринвич, Риджентс-парк и Ротэм-парк в Лондоне, Клейдон-Хаус, Бакингемшир, а также Бодлианская библиотека в Оксфорде.
Фильм был частично снят на IMAX-камеры.

## Реальные события
Путешествие на воздушном шаре в «Аэронавтах» основано на реальном полёте, который состоялся 5 сентября 1862 года благодаря британцам Джеймсу Глейшеру и Генри Коксвеллу. В тот день их воздушный шар побил мировой рекорд высоты полёта, достигнув высоты примерно 9000 м. В фильме Коксвелл заменен Амелией Рен, вымышленным персонажем. Амелия — собирательный образ, состоящая, помимо Коксвелла, из:
- Софи Бланшар — первой женщины — профессиональной аэронавтки, ставшей известной после смерти мужа. По словам Фелисити Джонс, Софи была для неё источником вдохновения[10].
- Маргарет Грэм — британской аэронавтки и конферансье.

Отношения Рен с мужем основаны на полётах Софи Бланшар с её мужем Жаном-Пьером Бланшаром.

## Релиз
8 сентября 2019 года картину показали на Международном кинофестивале в Торонто. В широкий прокат фильм вышел 4 ноября в Великобритании и Ирландии. Планируется, что 20 декабря «Аэронавты» должны выйти на онлайн платформе Amazon Prime Video.
Изначально картина должна была выйти эксклюзивно в формате IMAX, но продюсеры были не готовы отдать первые 90 дней проката только IMAX, а более короткий эксклюзив был неприемлем для IMAX Corporation.

## Маркетинг
Оригинальный трейлер фильма был опубликован в сети в конце августа, его локализованная версия — 7 октября.

## Критика
На сайте Rotten Tomatoes у фильма 72 % свежести, основанные на 177 рецензий со средним рейтингом 6,42 из 10. На портале Metacritic рейтинг картины 60 из 100 по результатам 37 опубликованных рецензий, что указывает на «смешанные или средние отзывы».
Тодд Маккарти из The Hollywood Reporter описал свои впечатления так: «Спустя 5 лет после выхода фильма „Вселенная Стивена Хокинга“ Эдди Редмэйн и Фелисити Джонс вновь метят ввысь». Томрис Лэффли из Variety оценил «высочайший уровень спецэффектов» в картине и посоветовал «смотреть её на максимально большом экране». «Сцены в небе совершенно изумительны» — написал в своей рецензии журналист The Playlist Грегори Эллвуд, также назвав роль Фелисити Джонс одной из самых сложных и запоминающихся в её карьере.